# Edmund Aigner
Edmund Aigner (29. března 1900 Gaspoltshofen – 3. května 1968 Linec) byl rakouský politik z Horních Rakous, poválečný starosta Lince a poslanec rakouské Národní rady.

## Biografie
Starostou města byl od 24. září 1962 do své smrti 3. května 1968. Byl členem Sociálně demokratické strany Rakouska (SPÖ). Předtím byl od roku 1927 do roku 1934 a znovu od roku 1961 členem obecního zastupitelstva.
Vystudoval učitelský ústav. Profesí byl poštovním úředníkem. Roku 1917 nastoupil jako poštovní aspirant. V roce 1934 byl poslán mimo službu pro účast na bojích mezi levicí a pravicí. Opětovně nastoupil do služby na poště v roce 1940. V letech 1934–1945 byl opakovaně držen ve vazbě. V letech 1932–1934 působil coby poslanec Hornorakouského zemského sněmu. Od roku 1945 do roku 1962 zasedal jako poslanec rakouské Národní rady za sociální demokraty.